# Nollywood Movies
Nollywood Movies (o anche Nollywood) è un canale televisivo privato, in onda nel Regno Unito sulle reti Sky e TalkTalk Plus TV. Ogni mese sul canale vanno in onda 24 ore al giorno oltre 30 nuovi film nigeriani, cosiddetti Nollywood movies. È il primo canale del genere attivo nel Regno Unito. I film sono principalmente in inglese, alcuni sottotitolati, e i generi dal drama, commedia, romantici, thriller, folkloristico, fantasy e documentari. Esegue collaborazioni con la Nollywood Pictures TV, la rete di distribuzione di film nigeriani più nota (per numero di visualizzazioni su YouTube) in tutto il mondo.